# Andy Sophie
Pour les articles homonymes, voir Sophie.
Andy Sophie, né le 26 juin 1987 à Terre Rouge, est un footballeur qui joue actuellement au poste d'attaquant au Pamplemousses SC et en sélection mauricienne.
Il est considéré comme l'un des meilleurs attaquants de sa génération à Maurice, il est actuellement le deuxième meilleur buteur de l'histoire du Club M.

## Biographie

### Débuts à Maurice
Andy Sophie est formé à l'École de Football de Saint-François Xavier. Il commence sa carrière en 2006 dans le club du Pamplemousses SC et commence même par un trophée en étant sacré champion de Maurice . Ses performances n'ont pas tardé à être récompenser.
En 2007, il est appelé pour la première fois en sélection, et la SS Saint-Louisienne lui propose de venir faire un essai à la Réunion. Malheureusement il ne signera pas chez les verts pour "soucis administratives".

### Arrivé dans le championnat réunionnais (2008-2011)
Bien que le Pamplemousses SC a tout fait pour le conserver, Andy débarque à la Réunion en 2008 et signe à l'US Sainte-Marienne. Le mauricien fait ses débuts en D1P le 20 avril 2008 contre la Jeanne d'Arc. Pour sa première saison à la Réunion il aura disputé 17 matchs et inscrits 9 buts. De quoi attirer les convoitises des grosses pointures locales.
En 2009, il signe à l'US Stade Tamponnaise. Malheureusement, ses performances ne sont pas à la hauteur des attentes de Eric Boyer et Gilles Henriot avec seulement cinq buts inscrits en championnat. Néanmoins, Andy ferra tout de même le doublé coupe-championnat cette même année. 

## Palmarès

### En club
- Champion de la Réunion en 2009 avec l'US Stade Tamponnaise
- Champion de Maurice en 2012 avec le Pamplemousses SC
- Vainqueur de la Coupe de La Réunion en 2009 avec l'US Stade Tamponnaise
- Coupe de Maurice en 2023 avec le Pamplemousses SC

### En sélection
- Médaille d'argent aux Jeux des îles de 2011 avec l'île Maurice
- Médaille de bronze aux Jeux des îles de 2015 avec l'île Maurice